# Lycaena argentina
Lycaena argentina är en fjärilsart som beskrevs av Prittwitz 1867. Lycaena argentina ingår i släktet Lycaena och familjen juvelvingar. Inga underarter finns listade i Catalogue of Life.